# Lennsjösjön
Lennsjösjön är en sjö i Hudiksvalls kommun i Hälsingland och ingår i Harmångersåns huvudavrinningsområde. Sjön har en area på 0,969 kvadratkilometer och ligger 240,1 meter över havet. Sjön avvattnas av vattendraget Gimmaån (Lingån).

## Delavrinningsområde
Lennsjösjön ingår i det delavrinningsområde (687866-154029) som SMHI kallar för Utloppet av Lennsjösjön. Medelhöjden är 298 meter över havet och ytan är 8,03 kvadratkilometer. Det finns ett avrinningsområde uppströms, och räknas det in blir den ackumulerade arean 20,28 kvadratkilometer. Gimmaån (Lingån) som avvattnar avrinningsområdet har biflödesordning 2, vilket innebär att vattnet flödar genom totalt 2 vattendrag innan det når havet efter 56 kilometer. Avrinningsområdet består mestadels av skog (79 procent). Avrinningsområdet har 0,97 kvadratkilometer vattenytor vilket ger det en sjöprocent på 12,1 procent.